# Bart Somers
Bartolomeus Jozef Lodewijk Rosalia (Bart) Somers (Mechelen, 12 mei 1964) is een Belgisch Open Vld-politicus en sinds 2001 burgemeester van Mechelen.

## Levensloop

### Jeugd
Bart Somers volgde Latijn-wiskunde aan het bisschoppelijk Sint-Romboutscollege in Mechelen. Daarna ging hij rechten studeren aan de Katholieke Universiteit Leuven, waar hij in 1989 zijn licentiaatsdiploma behaalde. Somers komt uit een Vlaamsgezinde familie: zijn grootvader was gewestleider van het VNV en zijn vader Joos Somers was een tiental jaren parlementslid voor de Volksunie.

### Professionele loopbaan
Somers begon zijn politieke loopbaan bij de Volksunie, waarvan hij op zijn zestiende lid werd, en was van 1988 tot 1992 werkzaam als medewerker van de studiedienst van deze partij. Samen met onder meer Jaak Gabriëls stapte hij over naar de VLD bij de oprichting van deze partij. Van 1992 tot 1995 was hij adjunct-hoofdredacteur van VLD-Burgerkrant, van 1995 tot 1997 universitair medewerker van de VLD-fractie in de Senaat en woordvoerder ad interim van de Open Vld en van 1997 tot 1999 woordvoerder van VLD-voorzitter Guy Verhofstadt. In 1999 werd hij lid van de Kamer van volksvertegenwoordigers, waar hij zetelde tot in 2003, en in 2001 burgemeester van Mechelen, waar hij in 1994 verkozen werd tot gemeenteraadslid.
In juni 2003 werd hij de opvolger van Vlaams minister-president Patrick Dewael die minister van Binnenlandse Zaken in de federale regering werd. Als minister-president liet hij zich opmerken door zijn plannen om de Olympische Spelen van 2016 naar Vlaanderen te halen. Hij bleef de functie van minister-president uitoefenen tot in 2004.
Bij de derde rechtstreekse Vlaamse verkiezingen van 13 juni 2004 werd hij verkozen in de kieskring Antwerpen. Hij bleef Vlaams volksvertegenwoordiger tot juni 2007. Toen maakte hij de overstap naar de Kamer van volksvertegenwoordigers, waarna hij in het Vlaams Parlement werd opgevolgd door Hans Schoofs. Somers bleef in de Kamer zetelen tot in 2014 en was van 2011 tot 2014 secretaris van de assemblee.
Vanaf 19 juli 2004 werd hij interim-voorzitter van de VLD en nam hij zijn taak als burgemeester van Mechelen opnieuw op. Eind 2004 stelde hij zich, net als Jean-Marie Dedecker en Patricia De Waele, kandidaat voor het voorzitterschap van de VLD. Hij werd nipt eerste in de kiesstrijd met 50,46 % van de geldig uitgebrachte stemmen. In 2008 had hij geen tegenkandidaten voor zijn herverkiezing als partijvoorzitter.
Op 8 oktober 2006 behaalde Somers bij de gemeenteraadsverkiezingen 8.682 voorkeurstemmen waardoor hij aan een tweede ambtstermijn als burgemeester kon beginnen. Somers was lijsttrekker van de open stadslijst VLD-CDO-GROEN!, een lijst waarop zes van de acht schepenen, de burgemeester en de OCMW-voorzitter zich verenigden. VLD-CDO-GROEN! scoorde 30,82% en behaalde als kartel meer stemmen dan het Vlaams Belang dat 26,5 % van de stemmen behaalde.
Na de Zaak Dirk Vijnck was de positie van Bart Somers sterk verzwakt. Door de aankomende verkiezingen kon hij nog voorzitter blijven maar verdween op de politieke achtergrond. Na de zware verkiezingsnederlaag van Open Vld tijdens de Vlaamse verkiezingen van 2009 diende hij uiteindelijk zijn ontslag in als partijvoorzitter.
Voor de lokale verkiezingen van 2012 was hij lijsttrekker van het kartel Open Vld-Groen-m+ in Mechelen. Hij behaalde 10.366 voorkeurstemmen. Hiermee werd hij de eerste Mechelse politicus die meer dan tienduizend voorkeurstemmen bij de gemeenteraadsverkiezingen behaalde. Hij besloot de coalitie met de sp.a van Caroline Gennez op te blazen en te ruilen voor de N-VA van Marc Hendrickx en Bart De Nijn en de CD&V van Walter Schroons. Vanwege de slechte werking van de stemcomputers bij de stembusgang uitte hij felle kritiek op Vlaams minister Geert Bourgeois.
Na de Vlaamse verkiezingen van 25 mei 2014 werd hij opnieuw Vlaams volksvertegenwoordiger. Van eind juli tot midden oktober 2014 maakte hij als derde ondervoorzitter deel uit van het Bureau (dagelijks bestuur) van het Vlaams Parlement. Aansluitend daarop werd hij aangeduid als voorzitter van de Open Vld-fractie in het Vlaams Parlement. Hij bleef Vlaams Parlementslid en fractieleider tot in oktober 2019.
Van 2004 tot 2006 en van 2015 tot 2020 zetelde Somers eveneens in het Europees Comité van de Regio's, waar hij van 2016 tot 2020 voorzitter was van de ALDE-fractie voor het Europees Comité van de Regio's. In juni 2016 nam het Europees Comité van de Regio's zijn rapport, "De strijd tegen radicalisering en gewelddadig extremisme: mechanismen voor preventie op lokaal en regionaal niveau" aan. Dit rapport kreeg over de partijgrenzen heen steun voor de oproep naar meer effectief politietoezicht- en opvolging, meer samenwerking tussen het lokale, regionale, nationale en Europese autoriteiten en voor een aanpak die gebaseerd is op het respecteren van fundamentele principes.
In februari 2017 werd hij met de "World Mayor Prize 2016" verkozen tot beste burgemeester ter wereld, omdat hij sinds het begin van zijn burgemeesterschap in 2001 Mechelen "getransformeerd heeft van een veeleer verwaarloosde stad tot een van de meest aantrekkelijke plaatsen in België" en tegelijkertijd tot "een rolmodel voor integratie van vreemdelingen" heeft gemaakt.
Bij de gemeenteraadsverkiezingen van 2018 behaalde Somers met zijn lijst VLD-Groen-M+ een absolute meerderheid in de Mechelse gemeenteraad.
Bij de Vlaamse verkiezingen in 2019 was hij opnieuw kandidaat voor het Vlaams Parlement, als lijsttrekker in Antwerpen. Hij werd opnieuw verkozen. Hij werd op 2 oktober 2019 in de Vlaamse regering-Jambon viceminister-president van de Vlaamse Regering en Vlaams minister van Binnenlands Bestuur, Bestuurszaken, Inburgering en Gelijke Kansen. Alexander Vandersmissen verving hem in Mechelen als waarnemend burgemeester. Op 6 november 2023 besloot Somers terug te treden als minister en zijn functie als burgemeester voor de rest van de legislatuur op te nemen. Twee dagen later ging zijn ontslag officieel in. Hij nam daarna ook zijn mandaat als Vlaams Parlementslid opnieuw op en zetelde tot aan het einde van de legislatuur in juni 2024. 
Bij de verkiezingen van juni 2024 werd Somers lijstduwer voor de Antwerpse Kamerlijst van Open Vld. Hij werd niet verkozen, wat het einde van zijn nationale politieke loopbaan betekende.
In oktober 2024 voerde Somers bij de lokale verkiezingen de lijst Voor Mechelen aan, zoals de lijst Open Vld-Groen-M+ voortaan heette. Voor Mechelen verloor haar absolute meerderheid, maar bleef met 37,8 procent de grootste. Nadat er een bestuur werd gevormd met Vooruit, kon Somers in december 2024 aan zijn vijfde termijn als burgemeester beginnen.

### Privéleven
Hij heeft uit zijn huwelijk twee kinderen.

## Ereteken
- 2019: Grootkruis in de Orde van Leopold II[27]

## Trivia
- In 2017 deed Somers mee aan De Slimste Mens ter Wereld.